# Teliș, Plevna
Teliș (în bulgară Телиш) este un sat în comuna Cerven Breag, regiunea Plevna,  Bulgaria. 

## Demografie
Componența etnică a satului Teliș
     Bulgari (97,28%)
     Nicio identificare (2,03%)
     Altele (0,67%)
La recensământul din 2011, populația satului Teliș era de 1.032 locuitori. Din punct de vedere etnic, majoritatea locuitorilor (97,28%) erau bulgari. Pentru 2,03% din locuitori nu este cunoscută apartenența etnică.